# Cântând, viața e frumoasă (film)
Cântând, viața e frumoasă (titlul original: în maghiară Dalolva szép az élet) este un film de comedie muzicală maghiară, realizat în 1950 de regizorul Márton Keleti, protagoniști fiind actorii Imre Soós, Violetta Ferrari, Ferenc Ladányi, Kálmán Latabár.

## Conținut
Corul „Lanternele de argint” se pregătesc pentru aniversarea sfertului de secol de la înființare. Membrii de bază a corului o educă pe Zsoka, fiica orfană a fostului lor coleg. Sub conducerea lui Feri Torma, tinerii vor să reformeze spiritul învechit al corului, dar bătrânii și Toni Swing Jamie sunt mulțumiți de situație. Corul pare să fie într-o criză de generație, dar de fapt, altcineva trage sforile... 

## Distribuție
- Imre Soós – Torma Feri
- Violetta Ferrari – Kádas Zsóka
- Ferenc Ladányi – secretarul de partid Lakatos
- Kálmán Latabár – Seregély Bálint
- Samu Balázs – Réz Gyõzõ, dirijor
- Gyula Gózon – bătrânul Kádas
- József Bihari – nenea Berta
- László Kozák – Horváth
- Árpád Lehotay – Deák
- József Simándi – Varga Pali
- László Bánhidi – Kandi
- Sándor Tompa – Szarda Pali
- Zoltán Makláry – Galamb
- Imre Pongrácz – Swing Tóni
- János Gálcsiki – Nagy István
- Lajos Mányai – Clerk
- Géza Szigeti – un muncitor
- András Tollas – un muncitor
- Csaba Füzesi – un muncitor

## Coloana sonoră
În coloana sonoră a filmului se regăsesc melodii din repertoriul compozitorilor:
Novilov, Ferenc Erkel, Lajos Bárdos, Ferenc Farkas, Ferenc Szabó, Béla Tardos.